# BeFly Hall
O BeFly Hall é uma casa de eventos localizado na cidade brasileira de Belo Horizonte (Minas Gerais), na região da Savassi, mais precisamente no bairro São Pedro.

## História
Originalmente inaugurado como "Marista Hall", o local mudou de nome para "Skol Hall", "Chevrolet Hall", "BH Hall", "Km de Vantagens Hall", "Arena Hall" e, finalmente "BeFly Hall".
O empreendimento foi construído em um terreno pertencente ao Colégio Marista Dom Silvério e sua construção se iniciou em Março de 1997, com previsão de término para Dezembro de 1998. Porém, a data foi sendo postergada e, devido a um incêndio na sala de música localizada nos subsolos da arena, as obras foram retomadas e concluídas em 25 de junho de 2003.

### Chevrolet Hall e BH Hall
Em um acordo de naming rights com a montadora Chevrolet, seu nome foi alterado para "Chevrolet Hall" a partir de março de 2005. Porém, o antigo nome ainda era mais popular (Marista Hall) devido ao fato de o terreno onde foi construída ainda pertencer ao Colégio Marista Dom Silvério. O contrato com a montadora se encerrou no final de 2015, mas durante os primeiros meses de 2016 ainda foi utilizado o nome Chevrolet Hall. No final de maio, a GM confirmou que optou por não renovar o contrato e a casa passaria a ser chamada de BH Hall.

### Km de Vantagens Hall
Em março de 2017, houve um novo contrato de naming rights com a rede de postos Ipiranga e a casa passou a ter nova denominação: Km de Vantagens Hall.

### Arena Hall
Em março de 2023, a casa, que estava fechada desde 2020 devido à pandemia de Covid-19, foi reinaugurada sob nova administração com o novo nome Arena Hall.

### BeFly Hall
Em junho de 2024, por meio de um acordo de naming rights com a empresa de turismo BeFly, o local passou a se chamar BeFly Hall. O anúncio da mudança foi realizado durante um show de Nando Reis e Anavitória promovido pela empresa. Na mesma ocasião, também foi revelado o novo nome do Minascentro.

## Estrutura

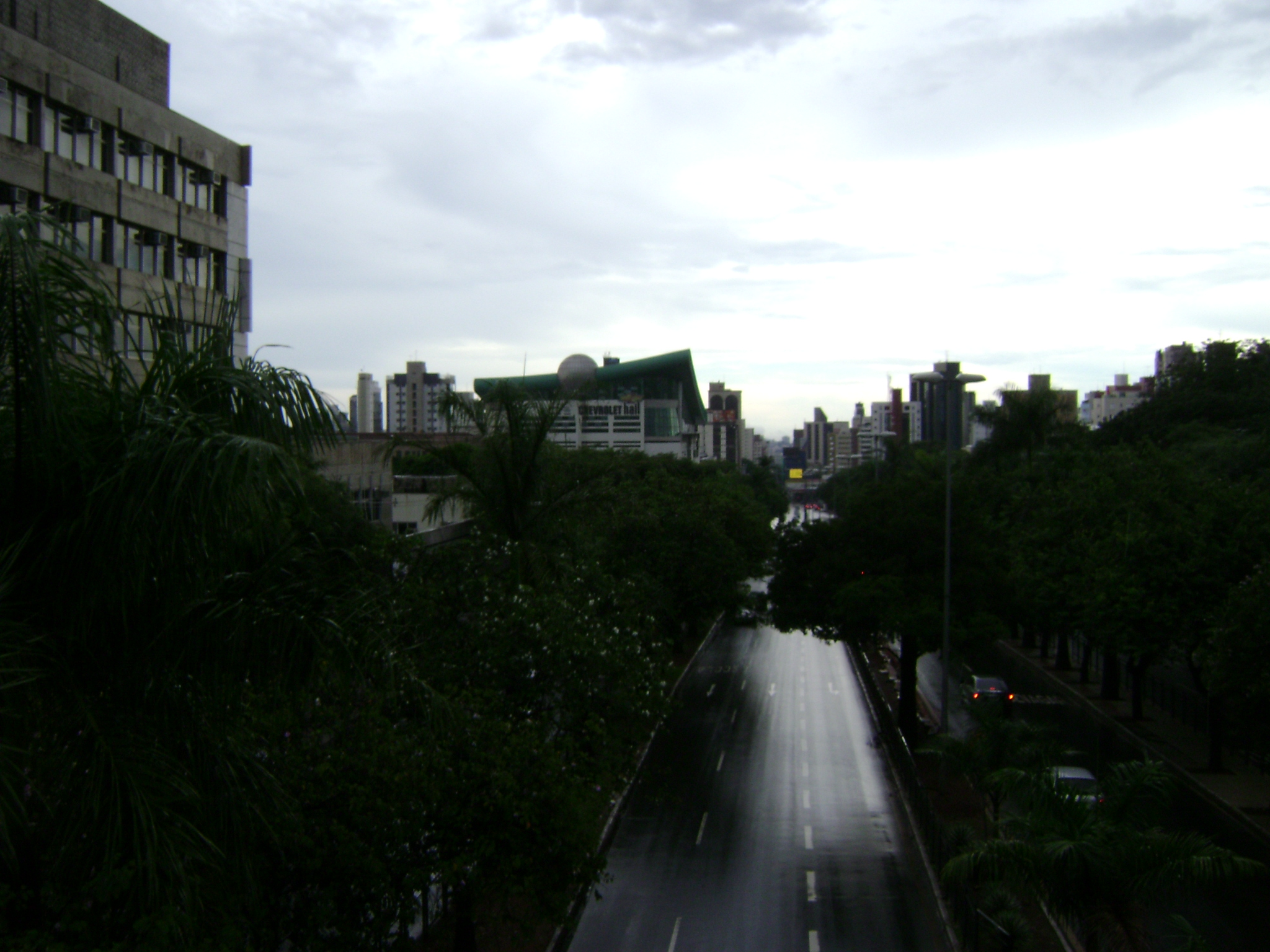
O Km de Vantagens Hall (no centro da imagem) visto de uma passarela na Avenida Nossa Senhora do Carmo

O complexo de eventos possui ao todo 3 pisos: o 1º conta com a recepção, galerias, bilheterias, acesso ao Teatro Dom Silvério e acessos aos 2º e 3º pisos. O 2º é destinado a feiras, mostras e exposições temáticas com capacidade de até 500 pessoas. O 3º conta com a arena destinada a eventos esportivos, com capacidade de até 3.500 pessoas. A arena tem um histórico de importantes eventos esportivos, pois já sediou jogos da Liga Nacional de Futsal e foi o local onde as Seleções Brasileiras Masculina e Feminina de Handebol se prepararam para os Jogos Olímpicos de Verão de 2004.
Shows também são sempre realizados no espaço, como Demi Lovato, Now United, Alanis Morisette, Caetano Veloso, Ibrahim Ferrer, Gilberto Gil, Norah Jones, Marisa Monte, Avril Lavigne, Humberto Gessinger e bandas como Kid Abelha, Rosa de Saron, Cine, Ira!, Capital Inicial dentre outras.

## Lista de eventos

### Internacionais
| País                 | Artista                                       | Data                    | Tour                                         |
| -------------------- | --------------------------------------------- | ----------------------- | -------------------------------------------- |
| Estados Unidos       | 3 Doors Down                                  | 10 de abril de 2012     | Time of My Life Tour                         |
| Noruega              | A-Ha                                          | 14 de março de 2010     | Ending on a High Note Tour                   |
| Canadá               | Alanis Morissette                             | 5 de fevereiro de 2009  | Flavors of Entaglement Tour                  |
| Canadá               | Alanis Morissette                             | 9 de setembro de 2012   | The Guardian Angel Tour                      |
| Estados Unidos       | All Time Low                                  | 23 de janeiro de 2011   | —                                            |
| Reino Unido          | America                                       | 29 de agosto de 2008    | —                                            |
| Reino Unido          | America                                       | 24 de setembro de 2010  | —                                            |
| Reino Unido          | America                                       | 18 de junho de 2015     | —                                            |
| Canadá               | Avril Lavigne                                 | 2 de agosto de 2011     | The Black Star Tour                          |
| Canadá               | Avril Lavigne                                 | 3 de maio de 2014       | The Avril Lavigne Tour                       |
| Estados Unidos       | Backstreet Boys                               | 23 de fevereiro de 2011 | This Is Us Tour                              |
| Estados Unidos       | Backstreet Boys                               | 9 de junho de 2015      | In a World Like This Tour                    |
| Reino Unido          | Bastille                                      | 25 de março de 2015     | Bad Blood: The Last Stand Tour               |
| Estados Unidos       | Ben Harper                                    | 6 de dezembro de 2011   | Give Til It's Gone Tour                      |
| Alemanha             | Blind Guardian                                | 16 de março de 2007     | A Twist In The Myth Tour                     |
| Estados Unidos       | Bob Dylan                                     | 19 de abril de 2012     | Never Ending Tour                            |
| Reino Unido          | Bush                                          | 17 de fevereiro de 2019 | Revolución Tour                              |
| Estados Unidos       | Chicago                                       | 24 de setembro de 2010  | —                                            |
| Estados Unidos       | Chris Brown                                   | 19 de maio de 2010      | —                                            |
| Estados Unidos       | Chuck Berry                                   | 21 de agosto de 2009    | —                                            |
| Estados Unidos       | Colbie Caillat                                | 18 de outubro de 2008   | Coco World Tour                              |
| Estados Unidos       | Creed                                         | 1 de dezembro de 2012   | Live on Tour                                 |
| Estados Unidos       | David Byrne                                   | 29 de março de 2018     | American Utopia Tour                         |
| Reino Unido          | Deep Purple                                   | 3 de dezembro de 2006   | Rapture of the Deep Tour                     |
| Reino Unido          | Deep Purple                                   | 11 de outubro de 2011   | The Songs That Built Rock Tour               |
| Estados Unidos       | Demi Lovato                                   | 22 de abril de 2012     | A Special Night with Demi Lovato             |
| Estados Unidos       | Demi Lovato                                   | 1 de maio de 2014       | The Neon Lights Tour                         |
| Reino Unido          | Dido                                          | 3 de novembro de 2019   | Still On My Mind Tour                        |
| Estados Unidos       | Dr. John (TIM Festival)                       | 25 de outubro de 2005   | —                                            |
| Estados Unidos       | Drake Bell                                    | 25 de setembro de 2010  | Tour Brazil 2010                             |
| Estados Unidos       | Dream Theater                                 | 9 de março de 2008      | Chaos in Motion Tour                         |
| Estados Unidos       | Dream Theater                                 | 29 de agosto de 2012    | A Dramatic Turn of Events Tour               |
| Reino Unido          | Duran Duran                                   | 29 de março de 2017     | —                                            |
| Reino Unido          | Echo & The Bunnymen                           | 12 de outubro de 2010   | —                                            |
| Reino Unido          | Elvis Costello & The Imposters (TIM Festival) | 25 de outubro de 2005   | —                                            |
| Reino Unido          | Erasure                                       | 7 de agosto de 2011     | Total Pop! Tour                              |
| Estados Unidos       | Exodus                                        | 29 de outubro de 2009   | —                                            |
| Estados Unidos       | Faith No More                                 | 8 de novembro de 2009   | The Second Coming Tour                       |
| Estados Unidos       | Foster the People                             | 25 de março de 2015     | Supermodel Tour                              |
| Alemanha             | Gamma Ray                                     | 18 de abril de 2008     | Hellish Rock Tour                            |
| Estados Unidos       | Hanson                                        | 17 de março de 2005     | Underneath Tour                              |
| Estados Unidos       | Hanson                                        | 25 de agosto de 2017    | Middle of Everywhere - 25th Anniversary Tour |
| Reino Unido          | Heaven & Hell                                 | 10 de maio de 2009      | Bible Black Tour                             |
| Alemanha             | Helloween                                     | 14 de setembro de 2003  | Rabbit Don't Come Easy World Tour            |
| Alemanha             | Helloween                                     | 18 de abril de 2008     | Hellish Rock Tour                            |
| Reino Unido          | Hugh Laurie                                   | 21 de março de 2014     | —                                            |
| Reino Unido          | Ian Anderson                                  | 11 de outubro de 2017   | Ian Anderson by Jethro Tull Tour             |
| Cuba                 | Ibrahim Ferrer                                | 19 de junho de 2004     | —                                            |
| Reino Unido          | Il Divo                                       | 14 de maio de 2019      | Timeless Tour                                |
| Estados Unidos       | Incubus                                       | 12 de dezembro de 2013  | 2013 Latin American Tour                     |
| Estados Unidos       | Interpol                                      | 15 de março de 2008     | Our Love To Admire Tour                      |
| Reino Unido          | James Blunt                                   | 22 de janeiro de 2012   | Some Kind of Trouble Tour                    |
| Estados Unidos       | Jason Mraz                                    | 29 de novembro de 2009  | —                                            |
| Reino Unido          | Jethro Tull                                   | 26 de abril de 2007     | Acoustic Tull with Ann Marie Calhoun Tour    |
| Reino Unido          | Joe Cocker                                    | 31 de março de 2012     | Hard Knocks Tour                             |
| Estados Unidos       | Joe Satriani                                  | 1 de agosto de 2008     | —                                            |
| Estados Unidos       | John Fogerty                                  | 7 de maio de 2011       | South America 2011 Tour                      |
| Estados Unidos       | Johnny Winter                                 | 16 de maio de 2010      | —                                            |
| Estados Unidos       | Jonas Brothers                                | 8 de março de 2013      | Jonas Brothers Live                          |
| Reino Unido          | Joss Stone                                    | 13 de novembro de 2012  | The Soul Sessions Vol. 2 Tour                |
| Reino Unido          | Judas Priest                                  | 13 de setembro de 2011  | Epitaph Tour                                 |
| Reino Unido          | Keane                                         | 12 de março de 2009     | Perfect Symmetry Tour                        |
| Alemanha             | Kreator                                       | 18 de março de 2005     | Enemy of God Tour                            |
| Alemanha             | Kreator                                       | 29 de outubro de 2009   | Hordes in Chaos Tour                         |
| Estados Unidos       | Lana Del Rey                                  | 7 de novembro de 2013   | Paradise Tour                                |
| Estados Unidos       | Lauryn Hill                                   | 10 de setembro de 2010  | —                                            |
| Canadá               | Loreena McKennitt                             | 4 de novembro de 2018   | Lost Souls Tour                              |
| México               | Maná                                          | 28 de outubro de 2012   | —                                            |
| Estados Unidos       | Manowar                                       | 9 de maio de 2010       | Death to Infidels Tour                       |
| Reino Unido          | Massive Attack                                | 15 de novembro de 2010  | Heligoland Tour                              |
| Reino Unido          | McFly                                         | 20 de maio de 2011      | Above the Noise Tour                         |
| Estados Unidos       | Megadeth                                      | 8 de junho de 2008      | Tour of Duty                                 |
| Estados Unidos       | Moby                                          | 21 de setembro de 2005  | Hotel Tour                                   |
| Reino Unido          | Morrissey                                     | 7 de março de 2012      | 2012-2013 World Tour                         |
| Noruega              | Morten Harket                                 | 23 de setembro de 2012  | Out of My Hands Tour                         |
| Estados Unidos       | Nick Jonas & the Administration               | 23 de setembro de 2011  | Nick Jonas 2011 Tour                         |
| Finlândia            | Nightwish                                     | 3 de dezembro de 2004   | Once Upon a Tour                             |
| Finlândia            | Nightwish                                     | 10 de novembro de 2008  | Dark Passion Play Tour                       |
| Reino Unido          | Noel Gallagher's High Flying Birds            | 10 de novembro de 2018  | Stranded on the Earth Tour                   |
| Estados Unidos       | Norah Jones                                   | 11 de dezembro de 2004  | Feels Like Home Tour                         |
| Várias               | Now United                                    | 17 de novembro de 2019  | Dreams Come True Tour                        |
| Cuba                 | Orishas                                       | 31 de janeiro de 2009   | —                                            |
| Estados Unidos       | Paramore                                      | 17 de fevereiro de 2011 | Brand New Eyes World Tour                    |
| Reino Unido          | Pet Shop Boys                                 | 18 de março de 2007     | Fundamental Tour                             |
| Reino Unido          | Pet Shop Boys                                 | 9 de outubro de 2009    | Pandemonium Tour                             |
| Reino Unido          | Peter Frampton                                | 18 de setembro de 2010  | Thank You Mr Churchill Tour                  |
| França               | Phoenix                                       | 21 de novembro de 2010  | Wolfgang Amadeus Phoenix Tour                |
| Reino Unido          | Placebo                                       | 16 de abril de 2010     | Battle for the Sun Tour                      |
| Estados Unidos       | P.O.D.                                        | 26 de novembro de 2008  | When Angels & Serpents Dance Tour            |
| Estados Unidos       | Queensryche                                   | 10 de maio de 2008      | Hits and Rarities Tour                       |
| Reino Unido          | Ringo Starr & His All Starr Band              | 16 de novembro de 2011  | 11th All Starr Band Tour                     |
| Reino Unido          | Robert Plant                                  | 26 de março de 2015     | —                                            |
| Reino Unido          | Roger Hodgson                                 | 15 de maio de 2010      | Breakfast in America World Tour              |
| Reino Unido          | Roger Hodgson                                 | 27 de abril de 2012     | Breakfast in America World Tour              |
| Reino Unido          | Roger Hodgson                                 | 25 de março de 2017     | Breakfast in America World Tour              |
| Suécia               | Roxette                                       | 17 de abril de 2011     | Charm School World Tour                      |
| Reino Unido          | Sarah Brightman                               | 3 de dezembro de 2013   | Dreamchaser World Tour                       |
| Alemanha             | Scorpions                                     | 11 de setembro de 2012  | Final Sting World Tour                       |
| Reino Unido          | Seal                                          | 20 de março de 2011     | Commitment Tour                              |
| Canadá               | Simple Plan                                   | 26 de março de 2009     | 2009 Tour                                    |
| Reino Unido          | Simply Red                                    | 21 de abril de 2010     | Farewell - The Final Tour                    |
| Estados Unidos       | Slayer                                        | 3 de setembro de 2006   | Christ Illusion Tour                         |
| Reino Unido          | Snow Patrol                                   | 11 de outubro de 2012   | Fallen Empires Tour                          |
| Estados Unidos       | SOJA                                          | 14 de dezembro de 2014  | —                                            |
| Estados Unidos       | Steve Vai                                     | 9 de dezembro de 2013   | Story of Light Tour                          |
| Estados Unidos       | Stone Temple Pilots                           | 17 de fevereiro de 2019 | Revolución Tour                              |
| Finlândia            | Stratovarius                                  | 30 de agosto de 2005    | 2005-2006 Tour                               |
| Estados Unidos       | Stryper                                       | 18 de agosto de 2006    | —                                            |
| Estados Unidos       | Sublime with Rome                             | 19 de maio de 2011      | —                                            |
| Reino Unido          | Tears For Fears                               | 9 de outubro de 2011    | —                                            |
| República da Irlanda | The Cranberries                               | 31 de janeiro de 2010   | Reunion Tour                                 |
| Estados Unidos       | The Offspring                                 | 5 de fevereiro de 2014  | —                                            |
| Estados Unidos       | Tony Bennett                                  | 24 de outubro de 2009   | In Concert Tour                              |
| Noruega              | Tristania                                     | 18 de março de 2005     | Enemy of God Tour                            |
| Reino Unido          | Whitesnake                                    | 6 de maio de 2008       | Good to Be Bad Tour                          |
| Reino Unido          | Whitesnake                                    | 13 de setembro de 2011  | Forevermore Tour                             |
| Reino Unido          | Whitesnake                                    | 25 de setembro de 2016  | The Greatest Hits 2016 Tour                  |
| Reino Unido          | Whitesnake                                    | 25 de setembro de 2019  | Flesh & Blood World Tour                     |
| Grécia               | Yanni                                         | 16 de outubro de 2012   | An Evening with Yanni                        |

### Nacionais
| Artista                   | Data                    | Turnê                                              |
| ------------------------- | ----------------------- | -------------------------------------------------- |
| 14 Bis                    | 25 de abril de 2009     | —                                                  |
| Alexandre Pires           | 4 de abril de 2009      | Turnê Em Casa                                      |
| Alexandre Pires           | 6 de março de 2009      | Turnê Londres                                      |
| Ana Carolina              | 28 de março de 2009     | Turnê Dois Quartos                                 |
| Caetano Veloso            | 26 de setembro de 2015  | Turnê Dois Amigos, Um Século de Música             |
| Caetano Veloso            | 27 de setembro de 2015  | Turnê Dois Amigos, Um Século de Música             |
| Capital Inicial           | 26 de junho de 2004     | Turnê giGAntE!                                     |
| Capital Inicial           | 19 de março de 2005     | Turnê giGAntE!                                     |
| Diante do Trono           | 20 de março de 2008     | 9.º Congresso de Louvor e Adoração Diante do Trono |
| Diante do Trono           | 21 de março de 2008     | 9.º Congresso de Louvor e Adoração Diante do Trono |
| Diante do Trono           | 22 de março de 2008     | 9.º Congresso de Louvor e Adoração Diante do Trono |
| Diante do Trono           | 23 de março de 2008     | 9.º Congresso de Louvor e Adoração Diante do Trono |
| Eduardo Costa             | 27 de março de 2009     | Cada Dia te Quero Mais                             |
| Emmerson Nogueira         | 25 de abril de 2009     | —                                                  |
| Exaltasamba               | 17 de abril de 2009     | Ao Vivo na Ilha da Magia                           |
| Fernando & Sorocaba       | 25 de fevereiro de 2012 | Bola de Cristal                                    |
| Gilberto Gil              | 26 de setembro de 2015  | Turnê Dois Amigos, Um Século de Música             |
| Gilberto Gil              | 27 de setembro de 2015  | Turnê Dois Amigos, Um Século de Música             |
| João Bosco                | 26 de setembro de 2009  | —                                                  |
| Jota Quest                | 21 de dezembro de 2008  | Turnê La Plata                                     |
| Jota Quest                | 19 de dezembro de 2010  | Turnê La Plata                                     |
| Jota Quest                | 24 de setembro de 2016  | Turnê de 20 Anos                                   |
| Los Hermanos              | 19 de maio de 2012      | Turnê 2012                                         |
| Los Hermanos              | 20 de maio de 2012      | Turnê 2012                                         |
| Los Hermanos              | 21 de maio de 2012      | Turnê 2012                                         |
| Milton Nascimento         | 20 de junho de 2009     | Turnê 2009                                         |
| Os Paralamas do Sucesso   | 28 de agosto de 2009    | —                                                  |
| Os Paralamas do Sucesso   | 29 de março de 2014     | Turnê de 30 Anos                                   |
| Os Paralamas do Sucesso   | 23 de julho de 2016     | Turnê de 30 Anos                                   |
| Pitty                     | 5 de setembro de 2014   | Turnê Setevidas                                    |
| Rebeldes                  | 4 de agosto de 2012     | Nada Pode Nos Parar                                |
| Rebeldes                  | 19 de janeiro de 2013   | Turnê de Despedida – Rebeldes para Sempre          |
| Rebeldes                  | 4 de maio de 2013       | Turnê de Despedida – Rebeldes para Sempre          |
| RPM                       | 29 de junho de 2012     | —                                                  |
| Skank                     | 12 de outubro de 2008   | Turnê Estandarte                                   |
| Skank                     | 21 de junho de 2009     | Turnê Estandarte                                   |
| Skank                     | 11 de setembro de 2015  | Turnê Velocia                                      |
| Skank                     | 22 de outubro de 2016   | Turnê Samba Poconé - 20 Anos                       |
| Skank                     | 21 de abril de 2018     | Turnê Os Três Primeiros                            |
| Titãs                     | 15 de junho de 2013     | Turnê Cabeça Dinossauro - 30 Anos                  |
| Titãs                     | 30 de novembro de 2019  | Turnê Trio Acústico                                |
| Tribuzy                   | 13 de novembro de 2005  | —                                                  |
| Ultraje a Rigor           | 9 de maio de 2015       | —                                                  |
| Vanessa da Mata           | 9 de maio de 2008       | —                                                  |
| Wanessa Camargo           | 26 de maio de 2006      | W in Tour... Era Uma Vez                           |
| Xuxa                      | 27 de novembro de 2004  | Xuxa Circo                                         |
| Xuxa                      | 28 de novembro de 2004  | Xuxa Circo                                         |
| Zezé di Camargo & Luciano | 11 de março de 2005     | Zezé di Camargo & Luciano 2005                     |
| Zezé di Camargo & Luciano | 6 de dezembro de 2008   | Duas Horas de Sucesso                              |
| Zezé di Camargo & Luciano | 3 de dezembro de 2011   | 20 Anos de Sucesso                                 |